# Dargaud
Pour l’article ayant un titre homophone, voir Dargo.
Pour les articles homonymes, voir Dargaud (homonymie).
Dargaud est une maison d'édition française spécialisée dans la bande dessinée, fondée par Georges Dargaud en 1943. La société fait partie depuis 1988 du groupe Média participations.

## Historique

### Les débuts
En avril 1936, Georges Dargaud fonde sa société.
En 1943, il lance Allô les Jeunes !, son premier périodique de bandes dessinées, et en 1946, le périodique Bob et Bobette (Loÿs Pétillot).
Parallèlement, les éditions Dargaud se spécialisent dans la presse familiale avec A tout cœur et La Mode du tricot (rebaptisé Le Chic de Paris en 1951).
En 1948, Georges Dargaud lance l'édition française de l'hebdomadaire de bandes dessinées Tintin à la suite d'une rencontre avec Raymond Leblanc, fondateur, deux ans plus tôt, des éditions du Lombard et de l'hebdomadaire Tintin en Belgique. L'entente entre les deux hommes est immédiate. Dargaud poursuivra la publication du journal jusqu'en 1975 et éditera la version française des Tintin Sélection.
En 1955, les éditions Dargaud commencent à diffuser les premiers albums issus de Tintin et lancent avec Le Lombard Line, un périodique de bandes dessinées, destiné aux jeunes filles.

### Les années 1960 et Pilote
En 1960, Dargaud rachète l'hebdomadaire Pilote créé l'année précédente par Jean-Michel Charlier, René Goscinny, Albert Uderzo avec le soutien de Radio Luxembourg. Parallèlement au succès de la presse et dès 1961, Dargaud se lance dans la production d’albums lentement d’abord, puis de manière plus intensive. C'est l'âge d'or de la bande dessinée et de Pilote qui rassemble tous les talents.
Après le premier Astérix, tiré à 6 000 exemplaires, paraissent les premiers numéros de séries renommées qui popularisent la bande dessinée, d’Achille Talon à Iznogoud et Valérian, en passant par les romans graphiques d’Enki Bilal, de Philippe Druillet et de bien d’autres créateurs tels Gotlib, Claire Bretécher, Lauzier, Cabu, Fred, etc.
En 1969, Dargaud rachète l'hebdomadaire Rustica (320 000 exemplaires diffusés) et l'édition d'ouvrages pratiques (150 titres). Il édite beaucoup de pseudo-manga comme ceux de Vanyda : Celle que..., L'Immeuble d'en face, L'Année du dragon...

### De 1970 à 1990
En 1972, dans l'hebdomadaire Pilote, débutent les premiers récits de la collection Légendes d'aujourd'hui, d'abord avec une œuvre de Pierre Christin et Jacques Tardi, puis avec Enki Bilal.
En 1974, Dargaud participe à la création des studios Idéfix, d'où sortiront deux longs métrages d'animation : Les Douze Travaux d'Asterix et La Ballade des Dalton.
En 1977, l'éditeur s'affirme dans le domaine de la presse avec l'acquisition de L'Automobile Magazine (revendu dix ans plus tard).
En 1981, Dargaud reprend une partie des éditions du Square et publie une nouvelle version de Charlie mensuel.
En 1982, Georges Dargaud décide d'ouvrir une antenne de sa maison d'édition à New York et constitue Dargaud Publishing International.
En 1984, Dargaud est la première maison d’édition européenne de BD maîtrisant plus de 40 % du marché avec une production annuelle de 20 millions d’ouvrages diffusés dans son réseau français et international et un catalogue de 1 500 titres.
En 1989, Georges Dargaud se retire, cédant son entreprise au groupe Média participations. Le 18 juillet 1990, il meurt. 
A sa manière tout à la fois artisanale et industrielle, il a largement influencé l’histoire du 9e Art.

### Depuis 1990

Le siège parisien en 2011, rue Moussorgsky.

En 1990, Dargaud revend Rustica à Média participations.
En avril 1990, Jean Autin devient président directeur général de Dargaud, poste qu'il occupe jusqu'à son décès à 69 ans en 1991.
En 1991, Claude de Saint-Vincent devient directeur de Dargaud.
En 1992, Le Lombard est intégré à Dargaud, et, en 1993, les Éditions Blake et Mortimer, le Studio Jacobs et les titres du catalogue JMC (Jean-Michel Charlier, nouveautés Barbe Rouge et Blueberry) sont également repris.
À la fin de 1994, une nouvelle étape de diversification s’ouvre avec la reprise de l’éditeur et distributeur vidéo Citel, spécialiste de l’animation.
En 1997, Dargaud rachète Marina Productions, puis, en 1998, Millésime Productions, deux sociétés spécialisées dans la production de dessins animés pour la télévision qui fusionneront en 1999 pour créer Dargaud Marina renommé ultérieurement Dargaud Média.
La fin des années 1990 voit le développement du manga avec Kana et la constitution de Lucky Comics destiné à l'exploitation des droits de Lucky Luke.
En 2001, Dargaud rachète le fonds de commerce des Éditions Chronique.
En 2003, Dargaud reprend la société Ellipse Animation détentrice de l’un des plus beaux catalogues européens de dessins animés (Tintin, Babar, Bécassine, Corto Maltese, Insektors…).
En 2004, le groupe Média participations rachète les Éditions Dupuis ; Dargaud conforte sa position de leader européen de la bande dessinée et du dessin animé[réf. nécessaire].
En 2008, Dargaud fonde Médiatoon Licensing et, en janvier 2014, rachète la société MoonScoop.
En 2015, Dargaud s'est joint à 12 autres acteurs du monde de l'édition pour fonder Europe Comics, un projet co-financé par le programme Creative Europe (en) de la Commission européenne.

## Le procès Uderzo-Goscinny/Dargaud
Éditrice des 25 premiers albums de la bande dessinée Astérix le gaulois, la société Dargaud a fait face, dans les années 1990, à un procès lancé par le dessinateur Albert Uderzo et les ayants droit du scénariste René Goscinny (mort en 1977), le litige principal étant la dissimulation aux auteurs et ayants droit de certaines recettes réalisées par la vente des albums à l'étranger.
En juillet 1990, Albert Uderzo et Gilberte Goscinny (veuve du scénariste René Goscinny) saisissent en référé le tribunal de Paris pour résilier leur contrat avec Dargaud. Après deux ans d'expertise sur la gestion des droits étrangers des premiers albums gérés par ce dernier, la justice estime que l'éditeur a dissimulé une partie des profits réalisés à l'étranger, notamment en Allemagne, en Angleterre et en Espagne.
En décembre 1993, Dargaud est condamné par le tribunal de grande instance de Paris à verser à Uderzo et à la veuve de Goscinny le montant de 2,5 millions de francs chacun, résiliant les contrats aux torts de l'éditeur.
Six mois plus tard, l'éditeur fait appel. Albert Uderzo et Anne Goscinny (la fille de Gilberte, décédée peu auparavant) sont déboutés et condamnés à payer 50 000 francs à Dargaud. Uderzo se pourvoit alors seul en cassation (Anne Goscinny s'étant désolidarisée de la plainte). En octobre 1996, il obtient de la cour de cassation la nullité du jugement favorable à Dargaud, cette dernière ayant constaté de manifestes ignorances de la cour d'appel quant aux droits d'auteurs à l'étranger.
Le 9 septembre 1998, la cour d'appel confirme la première instance du 15 décembre 1993 ; la société d'édition Dargaud perd ainsi les droits sur les 25 premiers Astérix et doit payer en dommages et intérêts 5,58 millions de francs à Albert Uderzo.